# Eunica campana
Eunica campana är en fjärilsart som beskrevs av Felder 1861. Eunica campana ingår i släktet Eunica och familjen praktfjärilar. Inga underarter finns listade i Catalogue of Life.